# میکروفوم

بالا: میکروفوم مورد استفاده در تهیه کاپوچینوی مرطوب پایین: ماکروفوم مورد استفاده در تهیه کاپوچینوی خشک

میکروفوم یا میکروکف (به انگلیسی: Microfoam) یک شیر کف‌دار و کاملاً یکنواخت است که برای تهیه نوشیدنی های قهوه برپایه اسپرسو، به‌خصوص آنهایی که دارای هنر لاته هستند، مورد استفاده قرار می‌گیرد. میکرفوم به‌طور معمول با چوب بخار دستگاه اسپرسو تهیه می‌شود که بخار را درون یک ظرف شیر پمپ می‌کند. 
در مقابل میکروفوم، ماکروفوم (به انگلیسی: Macrofoam) قرار داد که دارای حباب مشخصه بزرگ است و معمولاً برای کاپوچینو (خشک) استفاده می‌شود. 